# Lightworks
Lightworks — професійна система нелінійного відеомонтажу. Редактор відрізняється зручним інтерфейсом і широким набором підтримуваних функцій, серед яких великий набір засобів для синхронізації відео і звуку, можливості з накладення різноманітних відеоефектів в режимі реального часу, «рідна» підтримка відео з роздільною здатністю SD, HD і 2K в форматах DPX і RED, засоби для одночасного редагування даних, знятих на кілька камер, задіювання GPU для прискорення обчислювальних завдань.
Lightworks активно використовується в кіноіндустрії, конкуруючи з такими продуктами як Apple Final Cut, Avid Media Composer та іншими. Монтажери, що використовують Lightworks, не раз перемагали в технічних номінаціях премій Оскар та Еммі.
Платне розширене складання поширюється на умовах передплати, а доступна всім безплатна версія має обмеження у функціональності. Відмінності зводяться до ширшої підтримки форматів виводу: безплатна версія обмежена збереженням результатів роботи у форматах для Веб (наприклад, MPEG4/H.264) з роздільною здатністю до 720p. У платній версії також доступні розширені засоби для спільного доступу до проектів, можливість виведення в стереоскопічному 3D-форматі, підтримка вибору місця розміщення проекту, підтримка рендеринга і Hardware I/O. У безплатну версію додана підтримка деяких можливостей, які раніше були зарезервовані для версії Pro, наприклад, можливість додавання титрів і підтримка імпорту всіх професійних і споживчих форматів.

## Історія
Lightworks бере початок від нині не існуючої Lightworks Inc. (яка раніше звалася OLE Limited), британського виробника систем нелінійного редагування. OLE Limited була заснована в 1989 році Полом Бамборо (Paul Bamborough), Ніком Поллоком (Nick Pollock) і Нілом Гаррісом (Neil Harris). У 1994 році вона була продана компанії Tektronix, яка не мала успіху в подальшому розвитку продуктів компанії. Потім в 1999 році вона була продана щойно утвореній Lightworks Inc., придбаної у подальшому Fairlight Japan, і перепроданій Gee Broadcast у травні 2004. Під новим керівництвом випуск нових продуктів відновився лінійкою Lightworks Touch і пізніше лінійками Alcarity і Softworks для редагування SD і HD.
У серпні 2009 року спільна британо-американська компанія EditShare придбала платформу Lightworks у Gee Broadcast (разом з їхнім відеосервером Geevs). На щорічній конференції Національної асоціації мовників NAB Show 11 квітня 2010 року EditShare оголосила, що вони планують перетворити Lightworks в Lightworks Open Source. Вона була представлена на міжнародній конференції мовників (IBC) в Амстердамі у вересні 2010 року. 9 листопада 2010, EditShare оголосила, що EditShare Lightworks буде доступний для завантаження з 29 листопада того ж року, спочатку виключно для користувачів, які були зареєстровані під час первісного оголошення, з подальшою публікацією програмного забезпечення, як «публічної бета-версії». Передбачається отримання прибутку від продажу власницьких плагінів, пропонованих у зв'язаному інтернет-магазині, особливо тих, які необхідні для доступу до відео-форматів, використовуваних професійними камерами.
29 січня 2014 після чотирьох років розробки компанія EditShare випустила Lightworks 11.5, першу стабільну версію свого флагманського відеоредактора для платформи Linux. Цей випуск представлений одночасно з версією для Windows, побудований на єдиній кодовій базі і за своїми можливостями нічим не поступається версії редактора для Windows.

## Виноски
1. ↑  Архівована копія. Архів оригіналу за 26 січня 2021. Процитовано 15 грудня 2012.{{cite web}}:  Обслуговування CS1: Сторінки з текстом «archived copy» як значення параметру title (посилання) [Архівовано 2021-01-26 у Wayback Machine.]
2. ↑  Thelma Schoonmaker wins Oscar editing on Lightworks (PDF). 9 березня 2007. Архів оригіналу (PDF) за 24 липня 2014. Процитовано 4 травня 2012. [Архівовано 2014-07-24 у Wayback Machine.]
3. ↑  Архівована копія. Архів оригіналу за 4 травня 2012. Процитовано 15 грудня 2012.{{cite web}}:  Обслуговування CS1: Сторінки з текстом «archived copy» як значення параметру title (посилання)
4. ↑  COMPANY NEWS — COMPANY NEWS — TEKTRONIX TO BUY LIGHTWORKS EDITING SYSTEMS — NYTimes.com. Архів оригіналу за 16 серпня 2019. Процитовано 15 грудня 2012.
5. ↑  Press Release. Архів оригіналу за 5 березня 2012. Процитовано 15 грудня 2012.
6. ↑  Press release: EditShare previews for IBC 2010. Архів оригіналу за 11 серпня 2020. Процитовано 15 грудня 2012.
7. ↑  Lightworks News Nov 2010. Архів оригіналу за 12 листопада 2010. Процитовано 15 грудня 2012. [Архівовано 2010-11-12 у Wayback Machine.]
8. ↑  Lightworks Public Beta website. Архів оригіналу за 12 квітня 2021. Процитовано 15 грудня 2012.
9. ↑  Первый релиз профессионального видеоредактора Lightworks для Linux [Архівовано 13 лютого 2014 у Wayback Machine.] // opennet.ru 30.01.2014